# Antonio Galbien y Merseguer
Antonio Galbien y Merseguer fue un pintor español del siglo XIX.

## Biografía
Pintor natural de Valencia, fue discípulo de la Escuela de dicha ciudad y de la Real Academia de San Fernando, en la que obtuvo diferentes premios en las clases superiores de dibujo del natural, paisaje, colorido y composición, así como en varias exposiciones provinciales. En 1864 terminó un cuadro representando a los Reyes de España en el acto de recibir al Ayuntamiento de Valencia, presentándoles las parejas de labradores de aquel país a su paso por dicha ciudad, que figuró en la Exposición de 1866. En septiembre del mismo año fue nombrado profesor de dibujo del Instituto de Ciudad Real. En la Exposición regional de Valencia de 1867 obtuvo medalla de cobre por un retrato. En 1876 fue nombrado profesor de dibujo de la Escuela de Bellas Artes de Málaga. En 1878 concurrió a la Exposición Nacional de Madrid con su cuadro Limosna para las benditas ánimas en víspera de Pascua (costumbres valencianas de principios del siglo XIX). En 1880 el Ayuntamiento de Málaga le pensionó para que se trasladase a Roma, con objeto de pintar allí un lienzo de grandes dimensiones representando La discusión de Colón con los doctores del claustro de Salamanca. Fue autor del libro Tratado práctico de dibujo, publicado en 1882.